# Marián Miezga
Marián Miezga (ur. 31 października 1974 w Bratysławie) – słowacki aktor. W 1998 roku został laureatem nagród DOSKY jako objawienie sezonu (za udział w sztuce Na koho to slovo padne). Jest znany z ról telewizyjnych na antenach słowackich stacji RTVS i TV JOJ. W 2018 roku wszedł w skład obsady serialu Oteckovia (TV Markíza) jako Juraj Šípka.

## Filmografia (wybór)
- Panelák (serial telewizyjny, 2008–2014)
- Mesto tieňov (serial telewizyjny, 2008)
- Partička(inne języki) (serial telewizyjny, 2009)
- Oteckovia (serial telewizyjny, 2018)
- Přes prsty(inne języki) (2019)